# Військово-повітряні сили СРСР

Прапор ВПС СРСР

Військо́во-пові́тряні си́ли СРСР (ВПС СРСР) — вид Збройних сил Радянського Союзу, призначених для ведення розвідки угрупувань противника, захисту від ударів з повітря важливих військово-економічних районів (об'єктів) країни і угрупувань військ, попередження про повітряний напад, підтримки з повітря сухопутних військ і сил флоту, десантування повітряних десантів, перевезення військ і вантажів.

## Історія
Радянські військово-повітряні сили були засновані у 1918 році як Робітничо-селянський Червоний Повітряний Флот. Грандіозна індустріалізація Радянської держави дозволила швидко модернізувати бойову авіацію, що дісталася в спадок від Імператорської Росії. До кінця 30-х налагодилося масове виробництво таких літаків як винищувачі Полікарпова І-15 та І-16, а також бомбардувальників Тупольова — ТБ-1, ТБ-2 і ТБ-3.
Одним з перших випробувань Радянських ВПС у дії стала громадянська війна в Іспанії в 1936–1939 роках, де радянські літаки протиставлялися (часто успішно) новітнім німецьким моделям, у тому числі Мессершмітту Bf.109.

### Радянсько-фінська війна і Друга світова
У 1939 авіація брала участь в радянсько-фінській війні, де провела більше 100 000 літако-вильотів. Існує думка, що невміла тактика радянських ВПС приводила до великих втрат, хоча в середньому на 166 бойових літако-вильотів втрачався лише один літак, що значно краще за втрати радянських ВПС в 1944–1945 і тим паче — в 1941–1942 роках. За весь час радянсько-фінської війни СРСР втратив 627 літаків різних типів. З них 38% були збиті в бою або зробили посадку на території противника, 14% — зниклі безвісти, 29% — втрачено в результаті аварій і катастроф і 19% отримали пошкодження, які не дозволили повернути літаки в небо.
За період з 1 січня 1939 по 22 червня 1941 у ВПС надійшло 17 745 нових бойових літаків, з них 706 — нових типів: винищувачів МіГ-3 — 407, Як-1 — 142, ЛаГГ-3 — 29, Пе-2 — 128.
До 22 червня 1941 року радянська авіаційна промисловість випускала 50 бойових літаків на добу, що значно більше того, що виробляла в цей період Німеччина і всі її союзники у всьому світі. Через три місяці, в останній декаді вересня 1941, рівень виробництва досяг 100 бойових літаків в добу.
Великі втрати Військово-повітряні сили мали в червні 1941. У перші дні війни німці, скориставшись чинником раптовості, зуміли захопити на землі і знищити близько 2 тисяч радянських літаків, більшість з яких навіть не встигли піднятися в повітря.
31-й бомбардувальний авіаційний полк пікіруючих бомбардувальників, оснащений Пе-2 (командир полку полковник Федір Іванович Добиш), став першою бомбардувальної Гвардійської авіачастин у ВПС РСЧА СРСР. Звання було присвоєно полку за дії на Ленінградському фронті в листопаді-грудні 1941 року в період оборонної операції і контрнаступу радянських військ під Тихвіном.
За програмою Ленд-лізу СРСР в роки війни отримував літаки і від Союзників.
За роки війни було підготовлено 44 093 льотчики. Загинуло в бою 27 600: 11 874 льотчика-винищувача, 7 837 льотчиків-штурмовиків, 6 613 членів екіпажів бомбардувальників, 587 льотчиків-розвідників і 689 пілотів допоміжної авіації.

### Війна в Кореї (1950–1953рр.)
- Льотчики, які отримали звання Героя Радянського Союзу за війну в Кореї

### Холодна війна
Після Другої світової війни ВПС СРСР були серйозно модернізовані, активно розроблялася нова техніка, удосконалювалася тактика повітряного бою. До кінця 1980-х у розпорядженні радянських Військово-повітряних сил було до 10 тисяч літаків, що робило радянські ВПС щонайпотужнішими у світі. Авіація ділилася на:
- бомбардувальну,
- винищувально-бомбардувальну,
- винищувальну,
- розвідувальну,
- зв'язкову,
- санітарну.

Також ВПС ділилися на види авіації:
- фронтову,
- далеку,
- військово-транспортну,
- допоміжну.

Авіація мала в своєму складі і спеціальні війська (спеціального призначення (спецназ)), частини і установи тилу.
У ВПС в 1960—1980-х роках основними були:
- Далека авіація (ДА) — стратегічні бомбардувальники;
- Фронтова авіація (ФА) — винищувачі-перехоплювачі і штурмовики, що забезпечували перевагу в повітрі в прикордонних зонах і перехоплення авіації НАТО;
- Військово-транспортна авіація (ВТА) — для перекидання військ.

Війська протиповітряної оборони СРСР були окремим видом Збройних Сил, що не входили до складу Військово-повітряних сил, але мали свої авіаційні підрозділи (в основному — винищувальні).

### Війна в Афганістані (1979–1989рр.)
- Втрати авіатехніки ВПС СРСР у Афганістані

### 1980—1990-ті
У 1980-х розпочалися розробки винищувача п'ятого покоління, зокрема були запущені програми МіГ 1.44 та С-37. Але економічна криза і розпад Радянського Союзу в грудні 1991 році не дозволила довести їх до кінця. Разом з державою припинили існування Військово-повітряні сили, фінансування нових розробок припинилося.
Після 1991 року радянські військово-повітряні сили були розділені між Росією і 14 незалежними республіками. В результаті цього розділення Росія отримала приблизно 40% техніки і 65% особового складу радянських ВПС, ставши єдиною на радянському просторі державою, що володіє далекою стратегічною авіацією. Багато літаків було перекинуто з колишніх союзних республік до Росії. Деякі були знищені. Зокрема, 11 нових бомбардувальників Ту-160, що розташовувалися в Україні, були утилізовані. 8 таких літаків Україна передала Росії як погашення заборгованості за газ.